# Wełyka Borowycia
Wełyka Borowycia (ukr. Велика Боровиця) – wieś na Ukrainie, w obwodzie chmielnickim, w rejonie szepetowskim, w hromadzie Biłohirja. W 2001 liczyła 501 mieszkańców, spośród których 500 wskazało jako ojczysty język ukraiński, a 1 rosyjski.